# Levent Mercan
Münir Levent Mercan (Recklinghausen, 10 dicembre 2000) è un calciatore tedesco con cittadinanza turca, difensore o centrocampista del Fenerbahçe.

## Caratteristiche tecniche
È un centrocampista offensivo dotato di buona tecnica di base e bravo negli inserimenti in attacco. Può anche ricoprire il ruolo di terzino sinistro

## Carriera
Cresciuto nel settore giovanile dello Schalke 04, ha esordito in prima squadra il 10 ottobre 2019 disputando l'incontro di DFB-Pokal vinto 5-0 contro il Drochtersen-Assel, trovando anche la sua prima rete in carriera. Una settimana più tardi ha debuttato anche in Bundesliga in occasione del match pareggiato 0-0 contro il Borussia M'gladbach.
Il 16 agosto 2021 viene ceduto in prestito al Fatih Karagümrük.

## Statistiche
Statistiche aggiornate al 20 giugno 2020.

### Presenze e reti nei club
| Stagione        | Squadra         | Campionato      | Campionato | Campionato | Coppe nazionali | Coppe nazionali | Coppe nazionali | Coppe continentali | Coppe continentali | Coppe continentali | Altre coppe | Altre coppe | Altre coppe | Totale | Totale | Totale |
| Stagione        | Squadra         | Comp            | Pres       | Reti       | Comp            | Pres            | Reti            | Comp               | Pres               | Reti               | Comp        | Pres        | Reti        | Pres   | Reti   |        |
| --------------- | --------------- | --------------- | ---------- | ---------- | --------------- | --------------- | --------------- | ------------------ | ------------------ | ------------------ | ----------- | ----------- | ----------- | ------ | ------ | ------ |
| 2019-2020       | Schalke 04      | BL              | 5          | 0          | CG              | 1               | 1               |                    | -                  | -                  |             | -           | -           | 6      | 1      |        |
| Totale carriera | Totale carriera | Totale carriera | 5          | 0          |                 | 1               | 1               |                    | -                  | -                  |             | -           | -           | 6      | 1      |        |